# Kylin (Betriebssystem)
Kylin (chinesisch 麒麟, Pinyin Qílín, benannt nach dem Fabelwesen Qilin) ist ein chinesisches Betriebssystem, das ab 2001 an der Universität für Wissenschaft und Technik der Landesverteidigung in Changsha entwickelt wurde. Die ersten Versionen basierten auf FreeBSD und waren für chinesische Regierungs- und Militärbehörden gedacht.

## Geschichte
KylinOS wurde seit 2001, gefördert zunächst aus dem Programm 863, ab 2006 aus dem Fonds für Nationale wissenschaftlich-technische Großprojekte, von der Universität für Wissenschaft und Technik der Landesverteidigung entwickelt und erstmals 2006 veröffentlicht. Ziel war es, ein eigenes Betriebssystem für den chinesischen Raum zu schaffen, um nicht mehr von anderen Ländern und deren Technologie abhängig zu sein, in diesem Fall von Microsoft und deren Betriebssystemfamilie Windows. Das Betriebssystem war eine FreeBSD-Distribution auf Grundlage von FreeBSD.
Im Februar 2006 berichtete „China Military Online“ (die damalige Online-Ausgabe der Volksbefreiungsarmee-Zeitung bzw. 解放军报) über die erfolgreiche Entwicklung des Kylin-Server-Betriebssystems. Dieses sei das erste 64-Bit-Betriebssystem, welches die Sicherheitsstufe B2 erreichen würde und sei außerdem das erste Betriebssystem, das keinen Linux-Kernel besitzen würde, wohl aber die globale Standard-Authentifizierung von Linux erhalten habe.
2009 wurde bekannt, dass China das Betriebssystem auf Computern des Militärs einsetzte, um sie widerstandsfähiger gegen Cyberangriffe zu machen. Dies habe man während eines aktiven Angriffs aus China herausgefunden. Dies sei laut einem Sicherheitsberater der US-Regierung ein Hindernis für Angriffe der USA auf chinesische Systeme, da entsprechendes Personal nur auf Windows, Unix und Linux ausgebildet sei. Analysen des Kernels deuten darauf hin, dass dieser gehärtet wurde.
Im Jahr 2013 wurde bekannt, dass man mit dem Ubuntu-Hersteller Canonical zusammenarbeite, um eine neue Version von Kylin zu entwickeln. Gemäß den Plänen der chinesischen Regierung, keine Softwareprodukte anderer Länder zu benutzen, werden in dieser Ubuntu-Version die WPS Office Suite, Baidu Maps und andere chinesische Softwareprodukte verwendet. Dabei soll es sich allerdings nur um einen Nachfolger, der nur entfernt mit dem Original verwandt ist, handeln.
Seit dem Jahr 2010 gibt es allerdings eine neue Version von Kylin OS, die den Namen NeoKylin (银河麒麟, Pinyin Yínhé Qílín oder 中标麒麟, Pinyin Zhòngbiāo Qílín) trägt und auf der Linux-Distribution Fedora basiert. Diese Version versucht, wie auch schon die erste Version, Windows zu mimen.
Im Jahr 2013 schaffte es der mit Kylin OS betriebene chinesische Supercomputer Tianhe-2 auf Platz 1 der TOP500. Er erreichte in einem LINPACK-Benchmark eine Performance von 1902 MFlops/Watt.

## NeoKylin
Dabei handelt es sich um den Nachfolger des auf FreeBSD basierten Vorgängers.
NeoKylin wird seit 2010 von der in Shanghai ansässigen China Standard Software Company entwickelt und lief 2015 bereits auf mehr als 40 % der von Dell verkauften Computer in China.
In einem Test durch Quartz stellte sich heraus, dass das Betriebssystem einschränkt, welche Programme installiert werden können. So war es für den Tester nicht möglich, den von Google entwickelten Browser Google Chrome zu installieren, so dass man auf den vorinstallierten Browser Mozilla Firefox oder einen anderen zurückgreifen muss.
Diese Installationssperre soll allerdings umgehbar sein, indem man den Paketmanager YUM zum Installieren von Programmen nutzt und Einstellungen anpasst. Alle Stellen, an denen YUM normalerweise nach Programmen sucht, scheinen in NeoKylin deaktiviert zu sein und müssen manuell durch die Bearbeitung von Systemdateien hinzugefügt werden.